# Allende, Zacatecas
Allende är en ort i Mexiko.   Den ligger i kommunen Villa de Cos och delstaten Zacatecas, i den centrala delen av landet, 600 km nordväst om huvudstaden Mexico City. Allende ligger 1 947 meter över havet och antalet invånare är 107.
Terrängen runt Allende är lite kuperad. Runt Allende är det mycket glesbefolkat, med 5 invånare per kvadratkilometer. Närmaste större samhälle är La Colorada Estación de Ferrocarril, 17,9 km väster om Allende. Omgivningarna runt Allende är i huvudsak ett öppet busklandskap.